# Henry H. Childs
Henry Halsey Childs (* 7. Juni 1783 in Pittsfield, Massachusetts; † 22. März 1868 in Boston, Massachusetts) war ein US-amerikanischer Politiker. In den Jahren 1843 und 1844 war er Vizegouverneur des Staates Massachusetts.

## Werdegang
Im Jahr 1802 absolvierte Henry Childs das Williams College. Nach einem anschließenden Medizinstudium und seiner Zulassung als Arzt begann er zusammen mit seinem Vater in diesem Beruf zu arbeiten. Im Jahr 1822 war er an der Gründung des Berkshire Medical College beteiligt. In den folgenden Jahren arbeitete er an dieser Schule, deren Präsident er schließlich werden sollte. Außerdem praktizierte er weiterhin als Arzt. Politisch war er zunächst Mitglied der Demokratisch-Republikanischen Partei. In den 1820er Jahren schloss er sich der Bewegung um den späteren Präsidenten Andrew Jackson an und wurde Mitglied der von diesem 1828 gegründeten Demokratischen Partei. In den Jahren 1816 und 1827 saß er als Abgeordneter im Repräsentantenhaus von Massachusetts. 1820 war er Delegierter auf einem Verfassungskonvent seines Staates; im Jahr 1837 gehörte er dem Senat von Massachusetts an.
In den Jahren 1843 und 1844 war Henry Childs an der Seite von Marcus Morton Vizegouverneur des Staates Massachusetts. Dabei war er Stellvertreter des Gouverneurs. Childs war auch als Lehrer an einer christlichen Sonntagsschule (Sabbath School) tätig und er war Präsident der Berkshire Bible Society. Er starb am 22. März 1868 in Boston.